# 昇陽認證Java助理
昇陽認證 Java 助理 (Sun Certified Associate for Java, SCJA) 是 Java 認證系列中的最初階認證，早期是SCJP，目前則由SCJA所取代，雖然SCJA是最初階級的認證，但大多數考生還是會直接參加SCJP的考試，因為昇陽並沒有強制規定一定要先考過SCJA才可以考SCJP。SCJA 的角色是給初入門的Java學習者，以及希望進一步了解Java技術的技術評估者或是專案經理（非 Java 技術體系）等角色。

## 考試內容
SCJA 的考試重點有八大項，都是聚焦在介绍以及基礎知識上。
1. 物件導向概念基本原理。
2. 以UML呈現物件導向概念。
3. 物件導向概念之Java實作。
4. 演算法設計及實作。
5. Java開發基本原理。
6. Java平台及整合技術。
7. 用戶端技術。
8. 伺服器技術。